# Clinopodium minae
Clinopodium minae là một loài thực vật có hoa trong họ Hoa môi. Loài này được (Lojac.) Peruzzi & F.Conti mô tả khoa học đầu tiên năm 2008.